# Bianchi 70 HP
Der Bianchi 70 HP ist ein Pkw-Modell. Hersteller war Bianchi aus Italien.

## Beschreibung
Dieses Modell wurde von spätestens 1908 bis 1910 in Großbritannien angeboten. Es hatte wie alle Bianchi-Modelle jener Zeit einen vorn längs eingebauten wassergekühlten Vierzylindermotor. Er trieb die Hinterachse an.
Jeder Zylinder hatte 150 mm Bohrung und 150 mm Hub. Das ergab 10.603 cm³ Hubraum und eine Einstufung mit 55,7 RAC Horsepower. Ein Motor mit diesen Abmessungen ist bei keinem anderen Bianchi-Modell bekannt. Die Typenbezeichnung 70 HP in England wurde dagegen auch beim Tipo E mit einem kleineren Hubraum verwendet. Es bleibt unklar, ob es ein spezielles Modell für England war.